# Turdoides melanops
Il garrulo occhigrigi o garrulo dalle redini (Turdoides melanops (Hartlaub, 1867)) è una specie di uccello canoro della famiglia Leiothrichidae.

## Descrizione
Lungo da 21 a 25 cm, è principalmente di color grigio-marrone nella parte superiore, la testa è grigia e la parte inferiore variabilmente bianca. Gli occhi sono grigio chiaro tendenti al giallo. Tutti gli esemplari giovani hanno gli occhi marroni.

## Biologia
In Africa meridionale il verso è descritto come "un nasale ‘wha -wha-wha’" e un aspro, veloce ‘papapapa’.
Gli uccelli meridionali cercano il cibo in mucchi di foglie e sono molto più furtivi degli altri garruli.

## Distribuzione e habitat
Questa specie vive nell'Africa Meridionale: Botswana nord occidentale, Namibia settentrionale e Angola.

## Sistematica
Turdoides melanops ha tre sottospecie:
- T. m. melanops (Hartlaub, 1867)
- T. m. angolensis da Rosa Pinto, 1967
- T. m. querula Clancey, 1979

Talvolta viene trattata come un'unica specie insieme al garrulo bianconero di Sharpe (Turdoides sharpei), la cui popolazione vive più a nord.